# Antonov Rot Front-1
 (octobre 2019).
Si vous disposez d'ouvrages ou d'articles de référence ou si vous connaissez des sites web de qualité traitant du thème abordé ici, merci de compléter l'article en donnant les références utiles à sa vérifiabilité et en les liant à la section « Notes et références ».
L'Antonov Rot Front-1 (en russe : Рот Фронт-3) est un planeur expérimental monoplace conçu par Oleg Antonov. Construit en 1933, il était censé étudier en vol l'influence de divers éléments de la structure sur les caractéristiques du planeur. À cette fin, pendant la même année, trois autres planeurs Rot Front-2, Rot Front-3 et Rot Front-4 ayant des différences ont été construits. Par exemple, l'Antonov Rot-Front-1, Rot-Front-2 et Rot-Front-3 avaient des profils similaires mais un allongement et des ailes différents. Le Rot Front-1 a participé aux championnats du monde de vol à voile.